# Jean-Pierre Dellard
Jean-Pierre Dellard, né le 8 avril 1774 à Cahors et mort le 7 juillet 1832 à Bourg-en-Bresse (Ain), est un général français du Premier Empire.

## Biographie
Volontaire le 31 août 1792 dans une compagnie franche de son département, il devient fourrier peu de temps après, et entre par incorporation le 1er octobre suivant, dans le 23e bataillon de volontaires des réserves, qui est amalgamé une première fois dans la 163e demi-brigade et plus tard dans la 36e demi-brigade. 
Il fait les campagnes de 1792 et 1793 aux armées de Hollande et du Nord, assiste à l'occupation de la place de Mont-Sainte-Gertrude, et prend part à toutes les affaires qui ont lieu en avant de Lille.
Dans une découverte qu'il a été chargé de faire sur Lannoy au mois d'août 1793, il fond le premier sur une centaine d'Autrichiens et les force à prendre la fuite. Dans un engagement qui a lieu le 29 septembre de la même année, il reçoit une blessure à la jambe droite. Le 29 floréal an II, il contribue à la prise de 400 Autrichiens, et tombe au pouvoir de l'ennemi le 3 prairial suivant au combat de Templeuve, près de Tournai.
Rendu à la liberté dans le mois de frimaire an IV, il rejoint son régiment à l'Armée de Sambre-et-Meuse. Adjudant-major le 1er messidor de la même année, il prend rang de capitaine le 1er messidor an V, commande à Bâle le dépôt général des conscrits, et rentre à son corps après avoir incorporé environ 13 000 jeunes soldats.
Il se fait remarquer à l'armée d'Helvétie en l'an VI et en l'an VII, notamment dans les journées des 27 et 28 thermidor de cette dernière année à Insielden et au pont du Diable. Placé à la tête de quelques hommes, il poursuit 2 000 Autrichiens jusque sur les bords du lac de Zurich, où il les force à mettre bas les armes. Le 10 fructidor suivant, il concourt à l'attaque du pont d'Uznach, et enlève le lendemain, à la tête des grenadiers de son bataillon, celui de Nasel.
Chargé par le maréchal Soult, la veille de la bataille de Zurich, de reconnaître la rivière de la Linth, au-dessous du lac, il s'acquitte de cette mission avec autant d'intelligence que de valeur, organise lui-même un corps de 200 nageurs armés de piques, de sabres et de pistolets. Le jour de la bataille, il franchit la rivière avec ses hommes, s'empare des redoutes et des retranchements autrichiens, encloue les pièces ennemies, jette l'épouvante dans ses rangs et tue le général en chef Hotze dans son quartier général. Avant d'effectuer ce passage, il a adressé à sa petite troupe l'allocution suivante: « Vous allez vous couvrir de gloire en portant dans un instant l'épouvante et la mort dans les rangs ennemis ; vous ne pouvez pas faire de prisonniers ; égorgez donc tout ce que vous rencontrerez. Marchez réunis, suivez mes traces en silence. Vaincre ou mourir, tel est notre mot d'ordre. Je vous rallierai sur la rive droite par un coup de sifflet. »
Cette action d'éclat vaut à Dellard le grade de chef de bataillon sur le champ de bataille et un beau cheval dont le général Soult lui fait présent. Le lendemain, aidé seulement de son domestique, il prend 80 Autrichiens qu'il conduit au quartier général. La confirmation de sa nomination comme chef de bataillon ayant été retardée, il est de nouveau promu à ce grade sur le champ de bataille du 12 floréal suivant par le général Moreau, commandant en chef de l'armée du Danube, pour sa conduite à la prise du fort de Hoentwill. Le premier Consul le confirme dans son grade le 29 vendémiaire an X, pour prendre rang de sa première nomination (4 vendémiaire an VIII).
Au passage du Rhin, à la tête d'un bataillon de la division Vandamme, il exécute la première attaque contre la cavalerie autrichienne, placée sur le plateau en avant de Stockach (3 mai 1800), et soutient le lendemain, pendant plus d'une heure, à Mœskirch, le feu d'une batterie formidable placée au centre de armée ennemie. Placé quelques jours après à la tête d'un détachement composé de son bataillon, de cavalerie et d'artillerie légère, et chargé d'éclairer la marche de la division Vandamme sur le Lech, il passe ensuite le Danube près de Dillingen, marcha sur Donauworth et suit de près le corps autrichien du général Kray. Il repasse le Danube à Donauworth, se porte sur Neubourg, et de là sur le Tyrol, dans la direction de Dorneubirch. Cet officier supérieur coopére à la prise d'Immenstadt, et établit, avec son bataillon, des communications entre cette ville et la place de Brégence sur le lac de Constance.
Aussitôt qu'il apprend la reddition de Feldkirch et la rupture de l'armistice conclu entre le général Moreau et le commandant de l'armée autrichienne, Dellard rejoint le corps du général Lacombe, qui forme l'aile droite de l'armée, et s'empare d'Ober-Auerdorff, point important par sa position dans la vallée de Kustein. Major du 46e de ligne le 20 brumaire an XII, membre de la Légion d'honneur le 11 germinal suivant, il fait les campagnes de l'an XIV, et sert en 1806 au camp de Boulogne, où il devient le 10 février 1807, colonel du 16e léger. Il fait à la tête de ce corps, les guerres de 1807 et 1808 à la Grande Armée, en Prusse et en Pologne, et prend une part glorieuse à la bataille de Friedland.
Après la paix de Tilsitt le 16e léger rétrograde sur Berlin, où il cantonne pendant un an. Le 18 août 1808, le colonel Dellard quitte le camp de Mitrow, et se rend en poste avec son régiment, à l'armée d'Espagne où il arrive le 29 octobre. Le 11 novembre suivant, le 16e léger bat seul l'aile gauche de l'armée espagnole, commandée par le général Blake. Ce régiment fort de 5 000 hommes, et posté d'une manière désavantageuse, détruit ou disperse 15 000 Espagnols qui occupent les hauteurs d'Espina de los Monteros. Au moment de marcher à l'ennemi, le colonel Dellard s'adressant à sa troupe, lui dit : « Brave 16e, votre immortelle réputation commande ma confiance : c'est à moi de gagner aujourd'hui la vôtre; j'y parviendrai et je vous ferai faire de belles choses si vous exécutez en silence et avec calme les mouvements que je vous commanderai. » Atteint d'une balle en abordant le premier les colonnes ennemies, il continua de commander. Dans une revue passée à Burgos, le 22 du même mois, Napoléon Ier accorda douze décorations au 16e léger ; cette distribution se faisait sous les yeux de l'empereur ; il se retourna vivement vers Dellard et lui dit  : « Vous ne demandez donc rien pour vous, colonel. — Sire, répond ce dernier, ma récompense est dans celle que Votre Majesté vient d'accorder aux braves que je commande. » L’empereur le nomma le même jour officier de la Légion d'honneur, et peu de temps après baron de l'Empire.
Il se distingue particulièrement au passage du Somosierra et à la prise de Madrid, où une balle lui traverse le bras gauche au moment où il prend d'assaut la caserne des gardes du corps. Après avoir rétabli sa santé aux eaux d'Aix-la-Chapelle, il va reprendre le commandement de son régiment à Tolède. Il commande l'Arzobispo, d'où il observe et éclaire les routes de Truxillo et d'Estella, rend compte le premier de la marche de l'ennemi sur Ocana, et manœuvre avec le premier corps pour empêcher les ennemis de passer le Tage. Il occupe successivement différentes villes et s'empare d'Agado. Il se signale à la défaite des insurgés dans la Sierra-Morena, à la prise de Séville et à Puerto-Santa-Maria. Le roi Joseph Bonaparte lui fait offrir, en son nom, un anneau de grand prix.
Il assiste au siège de Cadix jusqu'au mois de juillet 1810, et passe ensuite avec trois bataillons d'élite, sous les ordres du général Latour Maubourg commandant une division de cavalerie à Médina-Sidonia. Chargé des reconnaissances sur Gausin et Saint-Roch, surpris et environné sur les hauteurs de Ximena par cent-soixante insurgés embusqués, il les déloge avec quatre voltigeurs qui l'accompagnent, et rejoint sa colonne après avoir bien reconnu la position de l'ennemi. Ses nombreuses blessures et les fatigues de cette guerre longue et difficile le forcent à rentrer en France dans les derniers mois de 1810 pour y rétablir sa santé.
Nommé commandant d'armes à Ostende le 23 janvier 1811, l'Empereur l'appelle en 1812, à faire partie de l'expédition de Russie. Dans la journée du 11 novembre, il défend avec 230 hommes d'infanterie contre 2 000 hommes de cavalerie et quatre pièces de canon, les approvisionnements considérables qu'il a formés dans le château de Clementina, et qu'il fait partir jusqu'à Smolensk. Ces provisions deviennent l'unique ressource de la Grande Armée au moment de sa retraite.
De retour en France, il va commander la place de Bayonne. Il y reçoit le brevet de général de brigade, daté de Dresde le 8 août 1813, et l'ordre de se rendre à Magdebourg. À peine arrivé sur le Rhin, il y trouve des lettres de service qui le nomment gouverneur de Cassel et commandant supérieur des forts de Montebello, et de Saint-Hilaire, ainsi que des avant-postes chargés de la défense de Mayence. Il conserve ce commandement pendant la durée du blocus de cette place.
Louis XVIII lui confie le commandement de la place de Valenciennes, et il contribue pendant les Cent-Jours, à la conservation de la ville. Sous la seconde Restauration, le gouvernement le maintient dans ce commandement. En 1818, il passe à celui de Cherbourg. Il a été nommé chevalier de Saint-Louis le 11 octobre 1814. 
Le 20 août 1823, Louis XVIII lui donne le commandement de Besançon. Il meurt le 7 juillet 1832.

## États de service
- 25 mars 1804 : major au 49e régiment d'infanterie de ligne
- 10 février 1807 : colonel du 16e régiment d'infanterie légère
- 8 août 1813 : général de brigade
- 1815 : commandant de la place forte de Valenciennes
- 1818 : commandant de la place forte de Cherbourg
- 20 août 1823 : commandant de la place forte de Besançon

## Titre, honneurs, distinctions
- 25 mars 1804 : chevalier de la Légion d'honneur
- 22 novembre 1808 : officier de la Légion d'honneur
- 22 novembre 1808 : baron d'Empire
- 11 octobre 1814 : chevalier de l'ordre de Saint-Louis